# أبو دفنة (إدلب)
أبو دفنة قرية سورية تتبع ناحية مركز معرة النعمان في منطقة معرة النعمان في محافظة إدلب.